# Ismérie (sainte)
Selon la croyance chrétienne catholique, Ismérie, ou parfois Isméria, est une princesse égyptienne du XIIe siècle, née musulmane chiite et convertie au christianisme sous le nom de Marie. La légende en fait la fondatrice de la basilique Notre-Dame de Liesse en 1134, avec trois frères chevaliers de la maison d'Eppes, au temps de Barthélemy de Jur, évêque de Laon.

## Contexte
Juifs, chrétiens et musulmans font le pèlerinage en Terre sainte. Les Seldjoukides font la guerre à l'Empire byzantin, ils prennent possession de Jérusalem en 1071. En 1095 le pape Urbain II accepte d'aider Alexis Ier Comnène et appelle les chevaliers chrétiens à prêter secours à l’Empire byzantin contre les Turcs, et à délivrer les Lieux saints de la présence musulmane. La première croisade permet d'établir les États latins d'Orient en Syrie-Palestine.

## Légende

### Capture des frères d'Eppes
En 1133, les trois frères de la maison d'Eppes, près de Laon, sont chevaliers de Saint-Jean-de-Jérusalem, ils doivent protéger les pèlerins allant en Terre sainte. Tombés dans une embuscade, ils sont prisonniers des armées musulmanes. Amenés au Caire, le vizir d'Égypte el-Afdal veut les convertir à sa foi car il connaît leurs mérites. Les chevaliers affirmant leur foi chrétienne, il les fait enchainer et enfermer en prison. Ils résistent à la maltraitance et aux arguments des théologiens musulmans visant à les convertir. Le vizir fait appel à sa fille pour les gagner à l'islam. Celle-ci leur dit que son père les tuera s'ils ne changent pas leur foi. Inspirés par Dieu, ils lui parlent de leur foi, provoquant un doute en elle. La princesse retourne souvent en prison sous prétexte d'essayer de les convertir, mais elle apprend des chevaliers le christianisme.

### Conversion de la princesse
Très touchée par la Vierge Marie, elle demande à ce qu'on fasse une statue d'elle ; ils n'y arrivent pas malgré les outils qu'elle leur fournit. Finalement, à force de prières, la Vierge leur apparaît, et ils font une statuette de bois d’après nature.
La princesse est si touchée par ce miracle que les frères lui rapportent qu'elle promet de se faire baptiser et de vivre en chrétienne, emportant la statuette avec elle au passage. Pour cette heureuse aventure, les chevaliers donnent à Marie le nom de Notre-Dame de Liesse. La nuit, la princesse reçoit la visite de la Vierge qui lui assure que son Fils l'a choisie comme une de ses épouses, prédit qu'elle sera accueillie au paradis et que le nom Notre-Dame de Liesse sera célèbre. Quand la princesse et les chevaliers fuient la ville la nuit suivante, les portes de la prison et celles de la ville du Caire s'ouvrent miraculeusement. Le groupe traverse le Nil, mais la princesse est épuisée alors ils s'endorment aussi.

### Arrivée en France

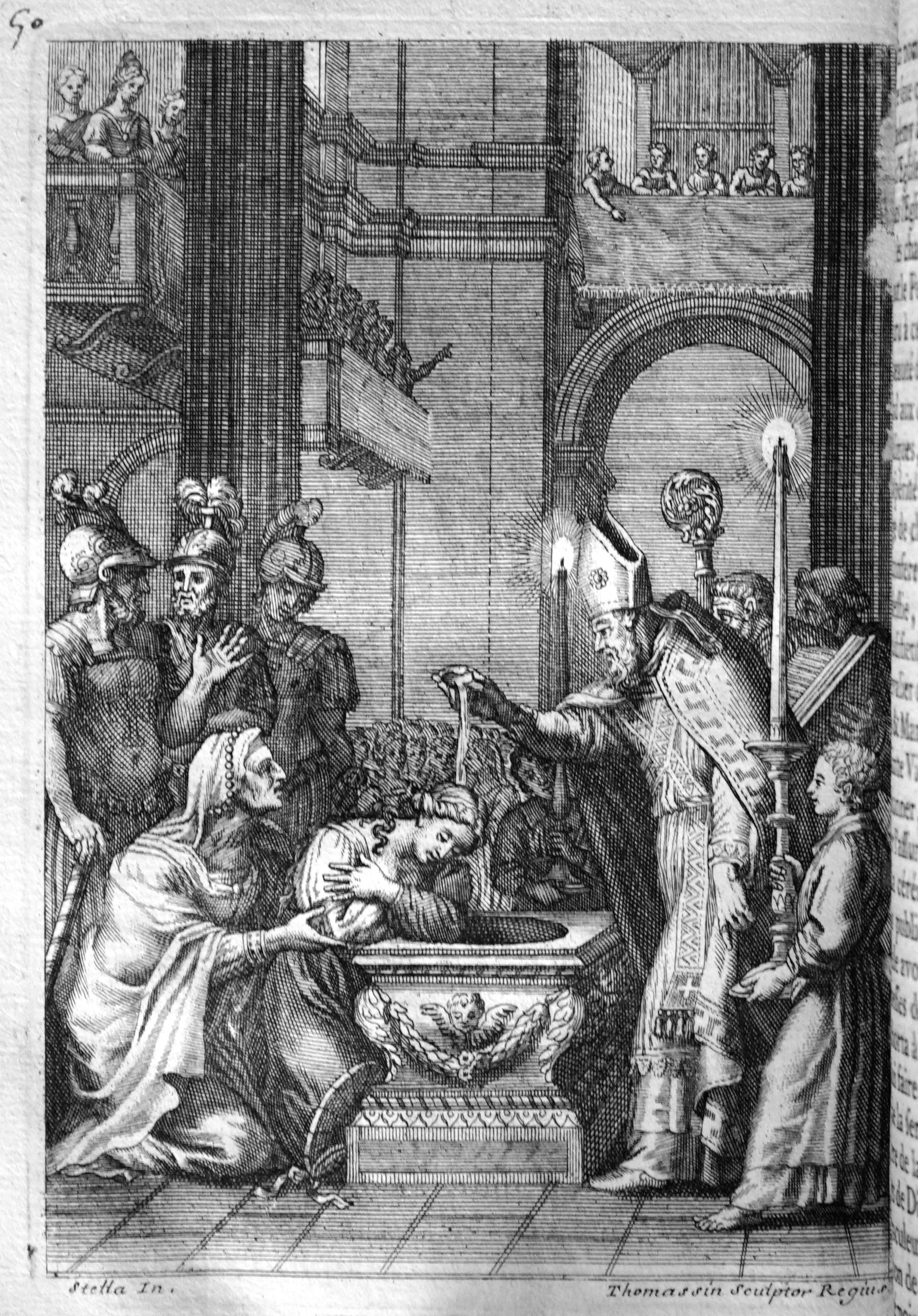
Baptême d'Ismérie. (É.-N. Villette, Notre-Dame de Liesse, 1769.)

Le lendemain matin, les chevaliers et la princesse ne reconnaissent pas leur lieu de bivouac. Auprès de bergers, ils découvrent qu'ils sont en Picardie. Ils vont au château de Marchais, oubliant la statuette. S'en rendant compte, les chevaliers retournent près de la fontaine où ils s'étaient éveillés, promettant à la Vierge la construction d'une chapelle en son honneur. Arrivée dans un enclos, la statue devient si lourde que les frères ne peuvent plus la porter ; ils font le vœu de bâtir une autre chapelle et la statue redevient légère.

### Baptême d'Ismérie
Les frères chevaliers retrouvent leur mère à Marchais, et conduisent la princesse à Laon afin qu'elle soit baptisée par l'évêque Barthélemy de Jur. L'aîné des frères devient son parrain et leur mère sa marraine. Selon les frères Duployé, « [c]'est alors que la fille du Soudan prit le nom d'Ismérie, traduction en langue turque du nom de Marie. […] Barthélemy lui conféra en même temps le sacrement de confirmation et reçut ses vœux de virginité perpétuelle ».  Mais d'après un récit plus ancien de la légende, Ismérie est son nom de naissance et elle prend Marie comme nom de baptême, puis elle épouse l'aîné des frères, appelé Robert d'Eppes, dont elle a des enfants.
L'évêque Barthélemy veut voir la statue, mais elle n'est plus à Marchais ; elle est miraculeusement retournée à l'enclos où elle s'était alourdie. Cela arrive plusieurs fois et on décide de ne plus déplacer la statue, pour laquelle on construit une chapelle, en 1134. La tradition dit qu'Ismérie vit et meurt saintement, et qu'elle est enterrée au pied de la statue.

## Historicité

### Documents historiques
Liesse-Notre-Dame est un lieu de  pèlerinage marial depuis le XIIe siècle ; Jeanne d'Arc, les rois de Valois et de Bourbon sont notamment allés s'y recueillir. En 1139, une charte du cartulaire de l'abbaye de Cuissy indique une chanoinerie pour Guy de Liance, fils de Roger de Pierrepont et de Montaigu, qui a fait le pèlerinage en Terre-Sainte quelques années plus tôt, en même temps que les frères d'Eppes ; il est nommé doyen de l'église de Laon en 1137, puis évêque de Châlons en 1143.
Les premières traces de la légende datent de Melchior Bandini, chevalier et vice-chancelier de l'ordre de Saint-Jean de Jérusalem, dont il est l'annaliste. En 1446, il fait remonter l'origine de la fondation de la chapelle de Notre-Dame de Liesse à 1134, avec l'histoire d'Ismérie et des frères chevaliers d'Eppes ; les auteurs postérieurs se contenteront de répéter Bandini, avec quelques variantes. La première attestation d'existence de l'image sainte date du 28 mai 1384, par la bulle Virgo Venustissima de l'antipape Clément VII, qui accorde des indulgences partielles pour un an et une quarantaine de jours.

### Critique de Robert Wyard
Dans les années 1680, dom Robert Wyard, moine bénédictin, pointe plusieurs détails problématiques. Tout d'abord, les arrière-petits-neveux des moines-chevaliers — Jean d'Eppes l'aîné, qui avait accompagné Louis IX lors de la huitième croisade et mort le 3 juin 1293,  et Jean d'Eppes le cadet, mort en  1273 — sont inhumés en l'abbaye Saint-Vincent de Laon, au-dessous d'une ancienne peinture qui raconterait l'histoire d'Ismérie et des chevaliers d'Eppes. La tradition populaire ajoute que les deux enterrés sont les frères ayant ramené l'icône de la Vierge avec la princesse, mais cela est improbable, plus de cent ans séparent cette histoire de leur décès ; dom Wyard pense que les événements se passèrent au XIIIe siècle. Les détails de la peinture (vêtements des personnages, écussons, indication que le chevalier est allé en Palestine, Italie et a fait le siège de Tunis de 1270) allant dans le sens de cette hypothèse, le moine rejette en partie l'histoire traditionnelle. Il lui semble invraisemblable à que les évêques de Laon purent attendre 1384 (deux-cent-cinquante ans) pour consacrer le temple avec l'image pieuse. Dom Wyard estime que l'édification de Notre-Dame de Liesse s'est déroulée en 1234, au temps de l'évêque Anselme de Laon, et que l'image ne doit pas être dans l'église avant 1270, les plus anciennes sources n'en parlant pas avant.
En 1881, les abbés Cadron et A. Mathieu, qui annotèrent dom Wyard, lui reprochent de s'éloigner de la tradition généralement acceptée, mais aussi que les archives attestent que l'église existait avant le XIIIe siècle. Les chevaliers inhumés sous la peinture ne sont pas ceux de la légende, et la peinture raconte celle-ci sans se soucier de la cohérence histoire par rapport aux vêtements. Les deux abbés continuent de croire que le récit traditionnel est vrai, et qu'on ne peut pas prendre le silence des sources antérieures à Bandini sur la statuette de Notre-Dame de Liesse comme une preuve de son absence.